# Клён зеленокорый
Клён зеленоко́рый (лат. Acer tegmentosum) — вид деревьев рода Клён (Acer) семейства Сапиндовые (Sapindaceae).

## Ботаническое описание

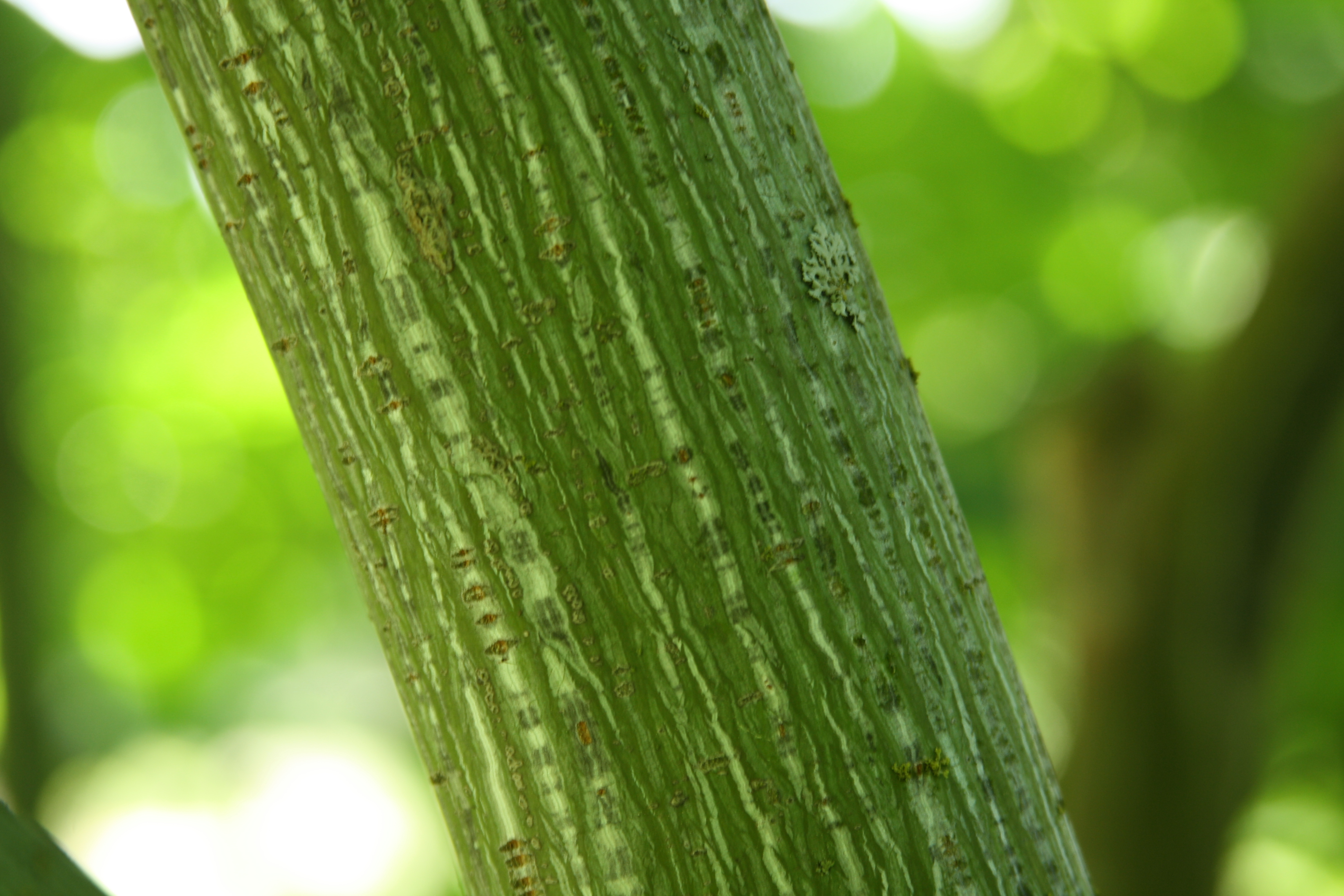
Ствол

Листопадное дерево достигает в высоту 15 м, при ширине кроны до 9 м, может расти также в виде кустарника. Молодая кора зелёная, с вертикальными белыми полосами, с возрастом становится тёмно-серой, однако узор сохраняется. Свойственна андромоноэция.
Побеги голые, зимой сизовато-белые, зимние почки синие, эллипсовидные.
Листья противостоящие, бледно-зелёные, 10–12 см длиной и 7–9 см шириной, тонкие, абаксиально с желтоватыми волосками на жилках, абаксиально неопушены, с пятью первичными лучами, вторичных жилок 7 или 8 пар, основание закруглено или сердцевидное, края двупильчатые, обычно с тремя или пятью лопастями, изредка с двумя базальными лопастями. Лопасти овальные, апекс заострён. Черешок 4-7 см (до 13 см), неопушён.
Соцветие — висячее, кистеобразное, состоит из 15 цветков, вытянуто, неопушено.
Цветы зеленоватые, мелкие, с пятью продолговатыми чашелистиками около 3 мм длиной и 1,5 мм шириной и пятью овальными лепестками около 3 мм длиной и 2 мм шириной. Тычинок восемь, неопушены, в женских цветках рудиментарные. Завязь неопушённая короткая, в мужских цветках рудиментарная. Цветоножка около 5 мм длиной, очень тонкая.
Плод — двойная желтовато-коричневая крылатка с двумя плоскими или слегка выпуклыми орешками, 2,5–3 на 1–1,3 см; крылья расположены под тупым углом или горизонтально.
Цветёт в июне. Плодоносит в сентябре.

## Экология
Естественно произрастает в южной части российского Дальнего Востока (долины Амура и Уссури), на Корейском полуострове и в Северо-Восточном Китае.
Растёт в густых хвойных и смешанных лесах отдельными деревьями или небольшими группами, чаще в верхнем или среднем поясе гор.

## Значение и применение
Древесина светло-желтоватая, значительно мягче, легче и менее прочна, чем у всех остальных дальневосточных клёнов. По массе и прочности близка к тополю и липе.
В условиях Приморья слабый медонос, посещается пчёлами из-за белкового корма в теплую погоду, так как растёт в высокополнотных насаждениях, куда в прохладное время пчёлы не проникают. Продуктивность мёда условно чистыми насаждениями 50–70 кг/га. Хороший пыльценос. Масса пыльников одного цветка 0,8–2,8 мг, а пыльцепродуктивность 0,3–0,9 мг. Каждый цветок функционирует 3–5 дней. Пыльца светло-желто-зелёная, мелкая.
Вместе с клёном бородатым (Acer barbinerve) на Дальнем Востоке играет важную роль в зимнем рационе изюбря (Cervus elaphus xanthopygus). Их доля в веточной диете составила 50,8 %. Листья один из основных летних кормов европейского лося (Alces alces).
Декоративен благодаря крупным листьям и оригинальным полосатым серо-зеленым стволам. Введён в культуру в 1892 году. На территории России довольно редок.
В Алма-Ате и Ташкенте страдает от солнечных ожогов. В Сухуми и Хабаровске цветёт и плодоносит. Вполне зимостоек в Киеве, Тростянце, Весёло-Буковеньках. В Иркутске, Москве и Подмосковье, Санкт-Петербурге, Тарту, в Липецкой области обмерзает. В Нижнем Новгороде обмерзает до корневой шейки. В Москве в возрасте 26 лет достигает высоты 11,5 м. В Санкт-Петербурге в возрасте 20 лет высота 6,5 метров, при толщине ствола 13 см. В парке Ботанического сада Петра Великого БИН РАН плодоносит.
Нанайцы и ульчи используют луб для приготовлении ранозаживляющей мази. В виде настойки мазь применяют при туберкулёзе легких.

## Сорта
- 'Joe Witt'. Сорт назван в честь Джо Витта — куратора Дендрария штата Вашингтон в Сиэтле. Сорт отличается корой с большим количеством белых полосок, чем у других сортов и относительно более крупными листьями. Осенняя окраска листьев маслянисто-жёлтая[16].
- 'White Tigress' — ствол зелёно-бело-полосатый[17].

## Классификация
Клён зеленокорый относится к секции Macrantha, к которой принадлежат также такие виды, как клён змеекорый, клён пенсильванский.

### Таксономия
Вид Клён зеленокорый входит в род Клён (Acer) семейства Сапиндовые (Sapindaceae).
|  |                                      |  |                                                       |                                                       |                      |  | ещё 8 семейств (согласно Системе APG II) | ещё 8 семейств (согласно Системе APG II) |                      |  |  |  | ещё более 100 видов |
|  |                                      |  |                                                       |                                                       |                      |  | ещё 8 семейств (согласно Системе APG II) | ещё 8 семейств (согласно Системе APG II) |                      |  |  |  | ещё более 100 видов |
|  |                                      |  |                                                       | порядок Сапиндоцветные                                |                      |  |                                          |                                          | род Клён             |  |  |  |                     |
|  |                                      |  |                                                       | порядок Сапиндоцветные                                |                      |  |                                          |                                          | род Клён             |  |  |  |                     |
|  | отдел Цветковые, или Покрытосеменные |  |                                                       |                                                       | семейство Сапиндовые |  |                                          |                                          | вид Клён зеленокорый |  |  |  |                     |
|  | отдел Цветковые, или Покрытосеменные |  |                                                       |                                                       | семейство Сапиндовые |  |                                          |                                          |                      |  |  |  |                     |
|  |                                      |  | ещё 44 порядка цветковых растений (по Системе APG II) | ещё 44 порядка цветковых растений (по Системе APG II) |                      |  |                                          | ещё 140—150 родов                        | ещё 140—150 родов    |  |  |  |                     |
|  |                                      |  |                                                       | ещё 44 порядка цветковых растений (по Системе APG II) |                      |  |                                          |                                          | ещё 140—150 родов    |  |  |  |                     |